# Barão de Dourados
Barão de Dourados é um título nobiliárquico brasileiro criado por D. Pedro II do Brasil, por decreto de 21 de abril de 1883, a favor de José Antônio da Silva Freire.
Titulares
1. José Antônio da Silva Freire;
2. José Luís Borges.